# Družbeni kapital
Družbeni kapital je oblika gospodarskega in kulturnega kapitala, njegova srž pa so družbena omrežja z odnosi, ki naj bi temeljili na vzajemnosti, zaupanju in sodelovanju; tržni delèžniki pa naj ne bi proizvajali dobrin in nudili storitev samo zase, ampak tudi za skupno dobro.
Izraz se nanaša na:
- vire oziroma sredstva in vrednost teh sredstev; tako materialnih (javna in zasebna lastnina) kot nematerialnih oziroma neopredmetenih ( "intelektualni potencial", "človeški kapital"),
- odnose oziroma razmerja med viri,
- posledice ali vpliv, ki ga povezave med viri in odnosi ustvarjajo.

Na splošno se kaže kot oblika kapitala, ki proizvaja javne dobrine za skupno dobro.